# 8Eight
8Eight (에이트) é um trio musical sul-coreano formado por Baek Chan, Lee Hyun e Joo Hee.
Eles estrearam no Show! Music Core da MBC em 25 de agosto de 2007. 8Eight conquistou a primeira temporada do programa de televisão Show Survival (쇼 서바이벌) da MBC.

## Discografia

### Álbuns de estúdio
| Informações sobre o álbum                                                        | Lista de faixas |
| -------------------------------------------------------------------------------- | --- |
| The First - Lançamento: 6 de setembro de 2007 - Duração: 40:47 - Língua: Coreano | 1. Forget About Love and Sing (Sarangeul Ilhgo Nan Noraehane, 사랑을 잃고 난 노래하네) 2. Can I Love (Saranghal Su Isseulkka, 사랑할 수 있을까) 3. Going Crazy (Michida, 미치다) 4. We Can't Love (Urin Saranghaeseon Andwepnida, 우린 사랑해선 안됩니다) 5. If I Only Had One Day (Na-ege Harubakke Eoptdamyeon, 나에게 하루밖에 없다면) (feat. V.O.S.) 6. Come Back (Dorawajwo, 돌아와줘) 7. I Can Hear the Memories (Chu-eogi Deullinda, 추억이 들린다) 8. Listen to Me (Deureoyo, 들어요) (feat. Lim Jeong Hee ＆ K.Will) 9. Between (Sa-i, 사이) (feat. Sun Ye, Ye Eun do Wonder Girls ＆ Pdogg) 10. World Full of Love (Sesang Gadeuk Sarangeul, 세상 가득 사랑을) |
| Infinity - Lançamento: 3 de março de 2008 - Duração: 36:54 - Língua: Coreano     | 1. Let Me Go (feat. Cho PD) 2. I Love You (feat. Jessica do Girls' Generation) 3. Sometin' Sometin' 4. One Love 5. Going to Ask (Mureo Bopnida, 물어 봅니다) 6. In the Morning 7. She's Here (Wasseo Geunyeo, 왔어 그녀) 8. Me Joo Hee (Me Joo Hee, Me 주희) (feat. Pdogg) 9. Another Footstep (Tto Hangeoreum, 또 한걸음) 10. Holding Onto the Collar (Otkiseul Japgoseo, 옷깃을 잡고서) (feat. Park Min Hye do Big Mama) |
| Golden Age - Lançamento: 3 de março de 2009 - Duração: 34:19 - Língua: Coreano   | 1. The Light of My Life (Nae Salmui Bit, 내 삶의 빛) (Intro) 2. Poor Sunflower (Bulssanghan Haebaragi, 불쌍한 해바라기) 3. Chamjima (참지마) 4. Without a Heart (Shimjangi Eopseo, 심장이 없어) 5. Now Painful Enough (이제 슬픈건 충분해) 6. Numbers 7. Can't Stop 8. You Said You Love (Saranghandamyeonseo, 사랑한다면서) 9. Pick (마중) 10. Freedom (Jayu, 자유) |

### Extended plays
| Informações sobre o álbum                                                | Lista de faixas |
| ------------------------------------------------------------------------ | --- |
| The Bridge - Lançamento: 12 de maio de 2010 - Duração: - Língua: Coreano | 1. Intro : 사랑이 간다 2. The End is Coming (이별이 온다) 3. 얼굴이 바껴도 4. Star (feat. Changmin & Jinwoon do 2AM) 5. Availability Period (유효기간) 6. Outro : The Bridge |
| 8eight - Lançamento: 21 de junho de 2011 - Duração: - Língua: Coreano    | 1. 그 입술을 막아본다 2. 그대는 정말 대단해요 3. 노래도 슬픔은 못 고치네 4. U Make Me Feel Brand New 5. Dilemma                                                              |